# Aleksandar Ranković (voetballer)
Aleksandar Ranković (Servisch: Александар Ранковић) (Belgrado, 31 augustus 1978) is een Servisch voormalig voetballer die als middenvelder speelde en tegenwoordig trainer is.

## Clubcarrière

### RAD Belgrado
Ranković speelde in eigen land voor RAD Belgrado, waarvoor hij in het seizoen 2000/2001 als professioneel voetbalspeler debuteerde.

### SBV Vitesse
Na twee seizoenen bij RAD te hebben gespeeld, trok Vitesse hem aan voor een transferbedrag van twee miljoen euro. Ranković speelde in totaal drie seizoenen in Arnhem. In zijn laatste seizoen kon Ranković niet meer op een basisplaats rekenen.

### ADO Den Haag
Mede door zijn beperkte speeltijd bij Vitesse vertrok Ranković in de zomer van 2005 naar ADO Den Haag. Zijn contract, dat oorspronkelijk tot 2009 liep, werd later met twee jaar verlengd. In de eerste wedstrijd van ADO Den Haag (tegen NAC Breda) in het seizoen 2009/2010 viel Ranković al na één minuut uit. De volgende dag bleek dat hij zijn kruisband had afgescheurd.

### FK Partizan
In 2011 ondertekende Ranković een enkeljarig contract bij FK Partizan. Hij zou maar eenmaal voor de club uitkomen en na een half jaar werd zijn contract ontbonden; het betekende het einde van zijn spelersloopbaan.

## Statistieken
| seizoen    | club              | land        | competitie         | wed. | goals |
| ---------- | ----------------- | ----------- | ------------------ | ---- | ----- |
| 1997/98    | Rad Beograd       | Joegoslavië | Meridian Superliga | 4    | 0     |
| 1998/99    | Rad Beograd       | Joegoslavië | Meridian Superliga | 8    | 0     |
| 1999/00    | Rad Beograd       | Joegoslavië | Meridian Superliga | 35   | 1     |
| 2000/01    | Rad Beograd       | Joegoslavië | Meridian Superliga | 26   | 2     |
| 2001/02    | Rad Beograd       | Joegoslavië | Meridian Superliga | 28   | 4     |
| 2002/03    | Vitesse           | Nederland   | Eredivisie         | 28   | 1     |
| 2003/04    | Vitesse           | Nederland   | Eredivisie         | 26   | 1     |
| 2004/05    | Vitesse           | Nederland   | Eredivisie         | 18   | 2     |
| 2005/06    | ADO Den Haag      | Nederland   | Eredivisie         | 26   | 1     |
| 2006/07    | ADO Den Haag      | Nederland   | Eredivisie         | 17   | 3     |
| 2007/08    | ADO Den Haag      | Nederland   | Eerste divisie     | 23   | 2     |
| 2008/09    | ADO Den Haag      | Nederland   | Eredivisie         | 34   | 0     |
| 2009/10    | ADO Den Haag      | Nederland   | Eredivisie         | 4    | 0     |
| 2011/12    | Partizan Belgrado | Servië      | Superliga          | 1    | 0     |
| Totaal     |                   |             |                    | 278  | 17    |
| Bijgewerkt | 13-8-2011         |             |                    |      |       |

## Trainerscarrière
Na zijn spelerscarrière werd Ranković jeugdtrainer bij de jeugdopleiding van ADO Den Haag. In het seizoen 2017-2018 werd hij aangesteld als assistent-trainer van Henk Fraser bij zijn oude club Vitesse. Op 11 april 2018 werd Fraser ontslagen bij Vitesse en stapte ook Ranković op. Op 23 maart 2018 werd bekend dat Fraser overstapte van Vitesse naar Sparta. Ranković volgde hem naar Rotterdam: hij tekende een contract voor twee jaar. 
Op 12 mei 2020 tekende Ranković vervolgens een tweejarig contract als hoofdtrainer bij ADO Den Haag. Na de thuiswedstrijd in de eredivisie tegen FC Twente (2-4) op zaterdag 7 november 2020 werd hij ontslagen. ADO had in het seizoen 2020/21 tot dan toe in acht wedstrijden vier punten bij elkaar gesprokkeld: een keer winst, een gelijkspel en zes keer verloren.: zijn assistenten Santoni en Hoogendorp waren de dagen daarvoor al van het eerste team gehaald.. Op 10 november 2020 werd hij opgevolgd als hoofdtrainer door Ruud Brood.
Vervolgens werkte Ranković wederom als assistent van Henk Fraser, dit maal bij Sparta Rotterdam. Na zijn ontslag op 24 april vertrok ook Fraser uit solidariteit vroegtijdig bij de Rotterdamse club. Medio 2022 volgde hij Fraser naar FC Utrecht waar hij aan het einde van het seizoen 2022-2023, na ommekomst van zijn verbintenis, vertrok
Hij tekende eind juni 2023 een contract tot medio 2025 als hoofdtrainer van Lion City Sailors FC in Singapore.